# Anapausis aratrix
Anapausis aratrix är en tvåvingeart som beskrevs av Haenni och Jacques Brunhes 1981. Anapausis aratrix ingår i släktet Anapausis och familjen dyngmyggor.
Artens utbredningsområde är Frankrike. Inga underarter finns listade i Catalogue of Life.